# Giesen

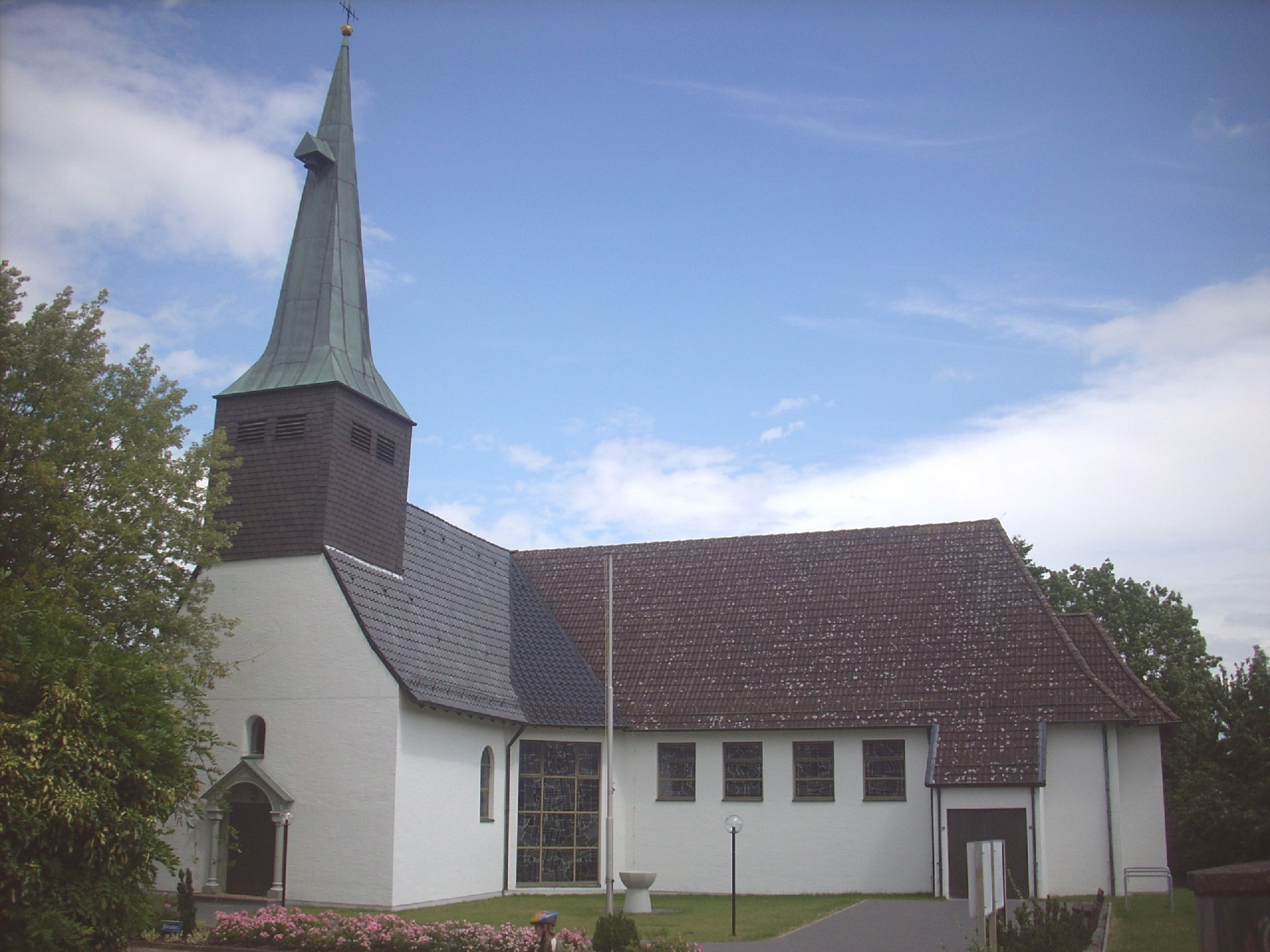
Biserica catolică

Giesen este un oraș din landul Saxonia Inferioară, Germania.
1. ↑   (PDF) https://www.giesen.de/media/custom/1734_717_1.PDF Lipsește sau este vid: |title= (ajutor)
2. ↑  Alle politisch selbständigen Gemeinden mit ausgewählten Merkmalen am 31.12.2018 (4. Quartal) (în germană), Statistisches Bundesamt[*], arhivat din original la 10 martie 2019, accesat în 10 martie 2019